# Jan Carlsson (politiker)
Jan Carlsson är en svensk politiker. Han var ordförande i studentorganisationen Liberala förbundet mellan 1971 och 1972, vid en tid då organisationen var på väg i starkt socialistisk riktning och därmed lämnade den liberala rörelsen helt.